# 大萼委陵菜
大萼委陵菜（学名：Potentilla conferta）为蔷薇科委陵菜属下的一个种。

## 扩展阅读
- 維基物種上的相關：大萼委陵菜